# جلان جاكسون
جلان جاكسون (بالإنجليزية: Glen Jackson)‏ (و. 1975  م) هو لاعب اتحاد الرغبي، وحكم إتحاد الرغبي ‏، من نيوزيلندا، يلعب كرامي متوسط ‏.

## التعليم
تعلم في Otumoetai College ‏.

## روابط خارجية
- جلان جاكسون على موقع دوري الرغبي الممتاز (الإنجليزية)
- جلان جاكسون عل موقع إسبنسكروم (الإنجليزية)
- جلان جاكسون على موقع ItsRugby.co.uk (الإنجليزية)
- جلان جاكسون على موقع قاعة كولومبيا البريطانية للمشاهير الرياضية (الإنجليزية)